# Alfa Romeo Tonale Concept
L'Alfa Romeo Tonale Concept è una concept car realizzata da Alfa Romeo nel 2019.
Presentata al salone dell'automobile di Ginevra, ha anticipato la Tonale di serie messa in produzione nel 2022.
Come la Stelvio, anche la Tonale Concept prende il nome da un valico alpino italiano.

## Caratteristiche tecniche
La Tonale Concept ha il compito di introdurre varie novità destinate a segnare uno spartiacque nella storia dell'Alfa Romeo, su tutte il debutto del marchio nella fascia di mercato dei SUV di segmento C oltreché l'adozione di un sistema ibrido plug-in abbinato alla trazione integrale Q4.

## Design
Disegnata dal Centro Stile Alfa Romeo sotto la supervisione di Klaus Busse, head of design, e Alessandro Maccolini, chief designer e responsabile degli esterni, la Tonale Concept tributa alcuni tra i modelli più iconici della casa italiana.
Il frontale riprende esplicitamente modelli quali SZ e Brera, con i fari a 3 proiettori "scavati" nella carrozzeria. Viene mantenuto un marchio di fabbrica Alfa Romeo qual è lo scudetto, tuttavia non più integrato nel paraurti ma elevato a elemento a sé stante, come facesse parte della meccanica anziché della carrozzeria; un concetto estremizzato dallo sharknose ripreso dalla Giulietta SS, usato a mo' di "freccia" per dare l'idea di spingere verso l'esterno il succitato scudetto, trascinando con sé parte del muso.

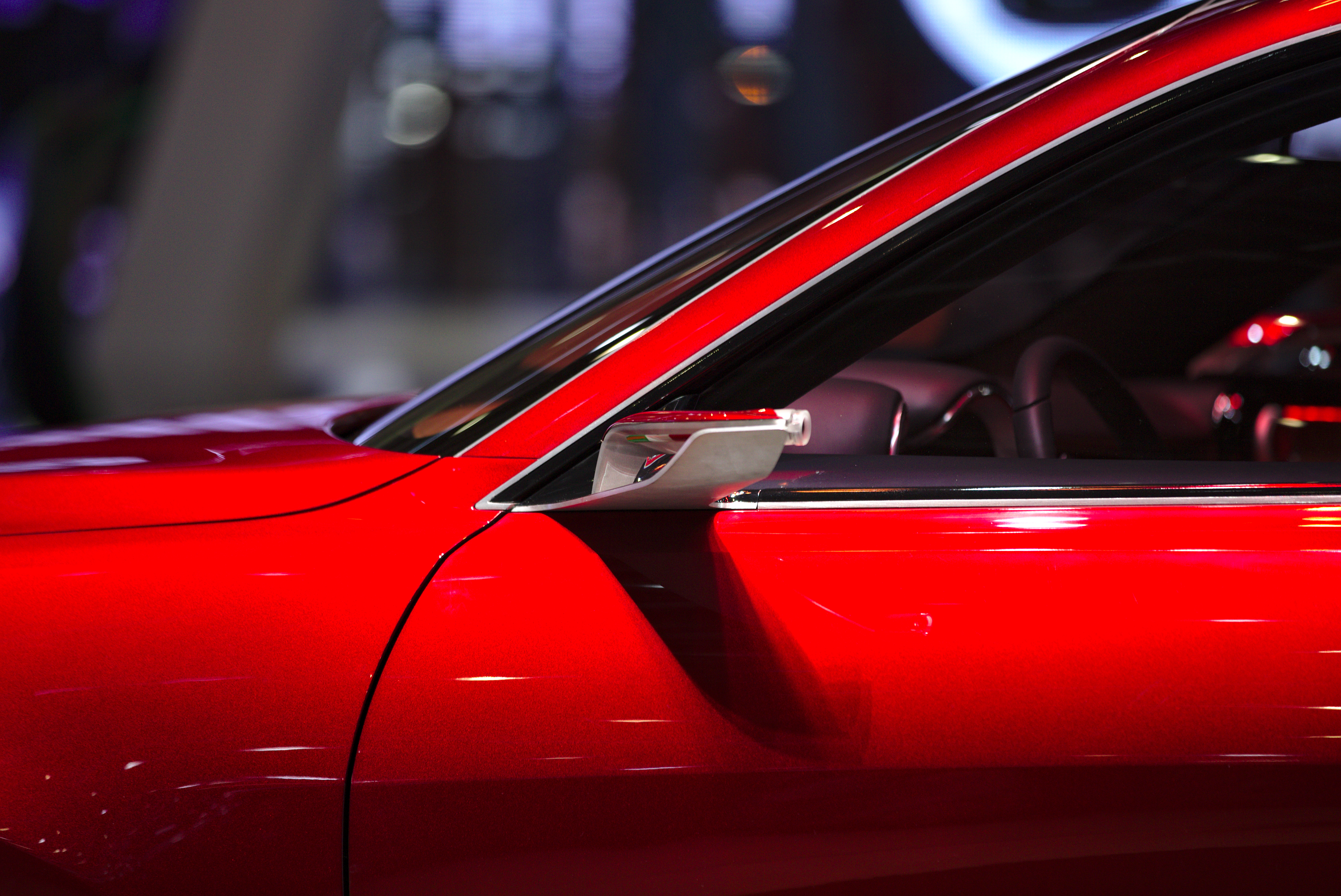
Dettaglio degli specchietti esterni

Il posteriore riprende, sempre nell'impianto di illuminazione, il motivo a 3 elementi dei proiettori anteriori, questa volta integrato in un fascione continuo ispirato a modelli e concept passati come GTV, Proteo e 164; questa linea continua vuole inoltre essere intesa come una simbolica "firma" a mano applicata alla vettura. Oltre ai gruppi ottici, anche il volume del posteriore richiama il frontale nel sopracitato disegno a "freccia", come in alcune sportive Alfa Romeo del passato.
Il profilo estetico dell'auto è, come da tradizione della casa milanese, molto pulito e filante: in particolare, le superfici della carrozzeria appaiono fluide come sulla 8C Competizione degli anni 2000. L'esterno del corpo vettura presenta alcuni stilemi del marchio: sono infatti evidenti motivi distintivi dei modelli a due volumi Alfa Romeo, come il lunotto a "v" e le maniglie delle portiere posteriori integrate nei montanti; anche la cornice dei finestrini, ellittica e senza interruzioni, è fedele al family feeling del Biscione. La parte alta del posteriore riprende la 8C 2900 degli anni 1930, quindi il già citato lunotto a "v" unito a un padiglione arcuato e rastremato.
Questo profilo ad arco che vira, senza interruzioni, verso il basso nella parte finale è accentuato dalla linea di cintura, appellata come GT Line poiché fortemente ispirata in primis a quella della GT Junior degli anni 60 e 70 del Novecento, nonché alla Disco Volante e alla prima serie della Spider "Duetto".